# Chalara ungeri
Chalara ungeri är en svampart som beskrevs av Sacc. 1886. Chalara ungeri ingår i släktet Chalara, divisionen sporsäcksvampar och riket svampar.   Inga underarter finns listade i Catalogue of Life.